# Lysilla alba
Lysilla alba är en ringmaskart som beskrevs av Webster 1879. Lysilla alba ingår i släktet Lysilla och familjen Terebellidae. Inga underarter finns listade i Catalogue of Life.